# Baizhong
Baizhong (kinesiska: 白中) är en köping i sydöstra Kina. Den ligger i Minqing härad i provinshuvudstaden Fuzhou i provinsen Fujian, omkring 57 kilometer väster om centrala Fuzhou. Antalet invånare är 16 733. Befolkningen består av 8 079 kvinnor och 8 654 män. Barn under 15 år utgör 17,0 %, vuxna 15-64 år 74 %, och äldre över 65 år 8,0 %.